# María del Carmen Farías
María del Carmen Farías (Ciudad de México, 26 de agosto de 1944-Ciudad de México, 6 de abril de 2024) fue una actriz y editora de libros mexicana.

## Formación
Cursó en la Universidad Nacional Autónoma de México la carrera de Letras Españolas y en la Universidad La Salle realizó un diplomado en Filosofía.
Fue una destacada actriz de teatro, y en televisión ha sido reconocida por sus papeles en teleseries como Las Aparicio, donde interpretó a Rafaela Aparicio, Ingobernable como Dolores Lagos, y en Desaparecida, como Cristina Olmos.
Farías falleció el 6 de abril de 2024 a los 79 años de edad, siendo su hijo Eduardo quien comunicó la noticia a través de sus redes sociales.

## Filmografía

### Cine
- Ora sí tenemos que ganar (1981)
- Las asesinas del panadero (1989)
- Agonía (1991)
- Avalon (1996)
- Demasiado amor (2001)
- El sueño de Lu (2011)
- Amor a primera Visa (2013)
- Destino manifiesto (2015)
- Dedication (2015)
- El exorcismo de Carmen Farías (2021)
- Así mismo (2022)
- Confesiones (2023)

### Televisión
- Los caudillos (1968)
- Ven conmigo (1975)
- El amor de mi vida (1998)
- Tío Alberto (2000)
- Amor en custodia (2005)
- Se busca un hombre (2007)
- Vivir por ti (2008)
- Capadocia (2008-2012)
- Las Aparicio (2010)[6]
- Crónica de castas (2014)
- Un día cualquiera (2016)
- Su nombre era Dolores (2017)
- Ingobernable (2017-2018)
- Desaparecida (2018)
- Lotería del crimen (2022)
- Dra. Lucía, un don extraordinario (2023)
- Fabricante de ovnis (2024)
- Sin condena